# Ctenotus taeniolatus
Ctenotus taeniolatus là một loài thằn lằn trong họ Scincidae. Loài này được White mô tả khoa học đầu tiên năm 1790.